# Hrabstwo Beckham

Piramida wieku mieszkańców hrabstwa

Beckham – hrabstwo w stanie Oklahoma w USA. Populacja liczy 19 799 mieszkańców (stan według spisu z 2000 roku).
Powierzchnia hrabstwa to 2342 km² (w tym 6 km² stanowią wody). Gęstość zaludnienia wynosi 22 osoby/km².

## Miejscowości
- Carter
- Elk City
- Erick
- Sweetwater
- Sayre
- Texola